# Starkville (Mississippi)
Starkville település az Amerikai Egyesült Államok Mississippi államában, Oktibbeha megyében, melynek megyeszékhelye is. Lakosainak száma 24 360 fő (2020. április 1.).

## Népesség
A település népességének változása:

| 2010 | 23 888 |
| 2020 | 24 360 |